# Collegio elettorale di Lodi (Camera dei deputati)
Il collegio di Lodi fu un collegio elettorale uninominale della Repubblica Italiana per l'elezione della Camera dei deputati. Apparteneva alla circoscrizione Lombardia 3 e fu utilizzato per eleggere un deputato nella XII, XIII e XIV legislatura.
Venne istituito nel 1993 con la cosiddetta Legge Mattarella (Legge n. 277, Nuove norme per l'elezione della Camera dei deputati), attuata in seguito al referendum abrogativo del 1993. La legge istituì per la Camera dei deputati e per il Senato della Repubblica un sistema di elezione misto, in parte maggioritario e in parte proporzionale. Il 75% dei parlamentari dell'assemblea veniva eletto in collegi uninominali tramite sistema maggioritario a turno unico; il restante 25% alla Camera veniva eletto tramite sistema proporzionale con liste bloccate.
Il collegio venne abolito insieme a tutti gli altri che costituivano la Camera con la promulgazione della legge elettorale successiva, la cosiddetta Legge Calderoli. Questa prevedeva un sistema proporzionale con premio di maggioranza, che alla Camera veniva attribuito a livello nazionale.

## Territorio
Il collegio di Lodi era uno dei 74 collegi uninominali in cui era suddivisa la Lombardia e, come previsto dal D.Lgs. del 20 dicembre 1993 n. 536, era interamente compreso nella provincia di Lodi e comprendeva i seguenti comuni: Abbadia Cerreto, Boffalora d'Adda, Borghetto Lodigiano, Borgo San Giovanni, Brembio, Casaletto Lodigiano, Casalmaiocco, Caselle Lurani, Castiraga Vidardo, Cavenago d'Adda, Cervignano d'Adda, Comazzo, Cornegliano Laudense, Corte Palasio, Crespiatica, Galgagnano, Graffignana, Guardamiglio, Livraga, Lodi, Lodi Vecchio, Marudo, Massalengo, Merlino, Montanaso Lombardo, Mulazzano, Orio Litta, Ospedaletto Lodigiano, Ossago Lodigiano, Pieve Fissiraga, Salerano sul Lambro, San Martino in Strada, San Rocco al Porto, Sant'Angelo Lodigiano, Secugnago, Senna Lodigiana, Somaglia, Sordio, Tavazzano con Villavesco, Valera Fratta, Villanova del Sillaro e Zelo Buon Persico.

## Eletti
| Elezione | Elezione | Deputato                   | Partito                  |
| -------- | -------- | -------------------------- | ------------------------ |
|          | 1994     | Andrea Gibelli             | Polo delle Libertà (LN)  |
|          | 1996     | Umberto Giovine            | Polo per le Libertà (FI) |
|          | 2001     | Vittorio Emanuele Falsitta | Casa delle Libertà (FI)  |

## Dati elettorali

### XII legislatura

#### Risultati proporzionale
| Coalizioni        | Coalizioni           | Liste                           | Liste                              | Voti    | %     |
| ----------------- | -------------------- | ------------------------------- | ---------------------------------- | ------- | ----- |
|                   | Polo delle Libertà   |                                 | Forza Italia                       | 30.268  | 30,22 |
|                   | Polo delle Libertà   | Lega Nord                       | 17.000                             | 16,98   |       |
| Totale Coalizione | Totale Coalizione    | 47.268                          | 47,20                              |         |       |
|                   | Progressisti         |                                 | Partito Democratico della Sinistra | 16.879  | 16,85 |
|                   | Progressisti         | Rifondazione Comunista          | 6.010                              | 6,00    |       |
|                   | Progressisti         | Partito Socialista Italiano     | 1.499                              | 1,50    |       |
|                   | Progressisti         | Alleanza Democratica            | 1.169                              | 1,17    |       |
|                   | Progressisti         | La Rete - Movimento Democratico | 929                                | 0,93    |       |
| Totale coalizione | Totale coalizione    | 26.486                          | 26,45                              |         |       |
|                   | Patto per l'Italia   |                                 | Partito Popolare Italiano          | 15.398  | 15,38 |
|                   | Alleanza Nazionale   | Alleanza Nazionale              | Alleanza Nazionale                 | 5.208   | 5,20  |
|                   | Lista Pannella       | Lista Pannella                  | Lista Pannella                     | 4.155   | 4,15  |
|                   | Lega Alpina Lumbarda | Lega Alpina Lumbarda            | Lega Alpina Lumbarda               | 1.628   | 1,63  |
| Totale            | Totale               | Totale                          | Totale                             | 100.143 |       |

#### Risultati uninominale
|                               | Andrea Gibelli ✔️ Eletto | Polo delle Libertà (FI - LN - CCD - UDC) | 50 832 | 51,12 |  |  |  |  |  |
|                               | Ercole Ongaro            | Progressisti                             | 24 421 | 24,56 |  |  |  |  |  |
|                               | Angelo Pagani            | Patto per l'Italia                       | 14 663 | 14,75 |  |  |  |  |  |
|                               | Stefano Franchi          | Alleanza Nazionale                       | 5 700  | 5,73  |  |  |  |  |  |
|                               | Dario Livraghi           | Lista Marco Pannella - Riformatori       | 3 820  | 3,84  |  |  |  |  |  |
| Totale                        | Totale                   | Totale                                   | 99 436 | 100   |  |  |  |  |  |
|                               |                          |                                          |        |       |  |  |  |  |  |
| Fonte: Ministero dell'interno |                          |                                          |        |       |  |  |  |  |  |

### XIII legislatura

#### Risultati proporzionale
| Coalizioni        | Coalizioni          | Liste                                     | Liste                              | Voti   | %     |
| ----------------- | ------------------- | ----------------------------------------- | ---------------------------------- | ------ | ----- |
|                   | Polo per le Libertà |                                           | Forza Italia                       | 25.543 | 25,57 |
|                   | Polo per le Libertà | Alleanza Nazionale                        | 10.380                             | 10,39  |       |
|                   | Polo per le Libertà | CCD-CDU                                   | 5.479                              | 5,49   |       |
| Totale coalizione | Totale coalizione   | 41.402                                    | 41,45                              |        |       |
|                   | L'Ulivo             |                                           | Partito Democratico della Sinistra | 17.681 | 17,70 |
|                   | L'Ulivo             | Popolari per Prodi (PPI-SVP-PRI-UD-Prodi) | 7.315                              | 7,32   |       |
|                   | L'Ulivo             | Rinnovamento Italiano                     | 3.844                              | 3,85   |       |
|                   | L'Ulivo             | Federazione dei Verdi                     | 2.349                              | 2,35   |       |
| Totale coalizione | Totale coalizione   | 31.189                                    | 31,22                              |        |       |
|                   | Lega Nord           | Lega Nord                                 | Lega Nord                          | 19.422 | 19,45 |
|                   | Progressisti        |                                           | Rifondazione Comunista             | 7.864  | 7,87  |
| Totale            | Totale              | Totale                                    | Totale                             | 99.877 |       |

#### Risultati uninominale
|                               | Umberto Giovine ✔️ Eletto | Polo per le Libertà | 38 415 | 38,96 |  |  |  |  |  |
|                               | Stefano Apuzzo            | L'Ulivo             | 38 088 | 38,63 |  |  |  |  |  |
|                               | Andrea Angelo Gibelli     | Lega Nord           | 22 091 | 22,41 |  |  |  |  |  |
| Totale                        | Totale                    | Totale              | 98 594 | 100   |  |  |  |  |  |
|                               |                           |                     |        |       |  |  |  |  |  |
| Fonte: Ministero dell'interno |                           |                     |        |       |  |  |  |  |  |

### XIV legislatura

#### Risultati proporzionale
| Coalizioni        | Coalizioni              | Liste                                 | Liste                   | Voti    | %     |
| ----------------- | ----------------------- | ------------------------------------- | ----------------------- | ------- | ----- |
|                   | Casa delle Libertà      |                                       | Forza Italia            | 36.587  | 36,53 |
|                   | Casa delle Libertà      | Lega Nord                             | 8.271                   | 8,26    |       |
|                   | Casa delle Libertà      | Alleanza Nazionale                    | 7.498                   | 7,49    |       |
|                   | Casa delle Libertà      | CCD-CDU                               | 2.384                   | 2,38    |       |
| Totale coalizione | Totale coalizione       | 54.740                                | 54,66                   |         |       |
|                   | L'Ulivo                 |                                       | Democratici di Sinistra | 15.435  | 15,41 |
|                   | L'Ulivo                 | La Margherita (Dem - PPI - RI- UDEUR) | 12.543                  | 12,52   |       |
|                   | L'Ulivo                 | Il Girasole (FdV - SDI)               | 1.611                   | 1,61    |       |
|                   | L'Ulivo                 | Comunisti Italiani                    | 1.456                   | 1,45    |       |
| Totale coalizione | Totale coalizione       | 31.045                                | 30,99                   |         |       |
|                   | Rifondazione Comunista  | Rifondazione Comunista                | Rifondazione Comunista  | 6.262   | 6,25  |
|                   | Lista Di Pietro         | Lista Di Pietro                       | Lista Di Pietro         | 3.766   | 3,76  |
|                   | Lista Pannella - Bonino | Lista Pannella - Bonino               | Lista Pannella - Bonino | 2.562   | 2,56  |
|                   | Democrazia Europea      | Democrazia Europea                    | Democrazia Europea      | 1.531   | 1,53  |
|                   | Paese Nuovo             | Paese Nuovo                           | Paese Nuovo             | 172     | 0,17  |
|                   | Abolizione scorporo     | Abolizione scorporo                   | Abolizione scorporo     | 82      | 0,08  |
| Totale            | Totale                  | Totale                                | Totale                  | 100.160 |       |

#### Risultati uninominale
|                               | Vittorio Emanuele Falsitta ✔️ Eletto | Casa delle Libertà | 51 537 | 51,77 |  |  |  |  |  |
|                               | Gianfranco Peviani                   | L'Ulivo            | 40 501 | 40,68 |  |  |  |  |  |
|                               | Marina Anna D'Orsi                   | Lista Di Pietro    | 4 402  | 4,42  |  |  |  |  |  |
|                               | Antonio Montani                      | Democrazia Europea | 3 109  | 3,12  |  |  |  |  |  |
| Totale                        | Totale                               | Totale             | 99 549 | 100   |  |  |  |  |  |
|                               |                                      |                    |        |       |  |  |  |  |  |
| Fonte: Ministero dell'interno |                                      |                    |        |       |  |  |  |  |  |